# Милеров знак
Милеров знак је један од кардиолошких симптома код пацијената са тешком инсуфицијенцијом аорте. Манифестује се пулсирањем или померањем напред-назад, ресице или увуле (мишићне творевина на средини мекога непца, прекривене слузокожом) које се јавља током систоле срца.

## Епоним
Милеров знак је добио име по Фридриху фон Милеру, немачком лекару.

## Етиологија
Систолне пулсације непчане ресице, које су клинички праћене црвенилом и отицањем велум палати и крајника могу се видети код тешке аортне инсуфицијенције или аортне регургитације. Узрокован је повећаним ударним волуменом срца тешком инсуфицијенцијом аорте.